# Under the Pink
Under the Pink ist das zweite Soloalbum von Tori Amos. Es erschien 1994 bei Atlantic Records (innerhalb USA) und WEA International (außerhalb USA). Produzenten waren Amos und Eric Rosse.

## Produktion
Nach 11 Monaten auf Tour, um Little Earthquakes zu promoten, wusste Amos, dass sie auf dem richtigen Weg war – das Album hatte Goldstatus erreicht, die Tournee war ausverkauft. Und das, obwohl die Top-40-Radiosender der USA Amos praktisch ausschlossen und die alternativen Sender sie nur mäßig spielten. Um die Musik für ihr neues Album zu schreiben, mietete Amos ein 150 Jahre altes Landgut in New Mexico. Ein örtlicher Indianerstamm nahm sie als Ehrenmitglied auf. Amos sagte dazu, sie wolle in einer anderen Welt sein, nicht in der Stadt, nicht von den Ideen und Kommentaren anderer Leute umgeben sein; sie habe sich beigebracht, sehr konzentriert zu sein, selbst während eines neunmonatigen Prozesses, bei dem man leicht die Konzentration verlieren kann; in dieser Hinsicht sei sie sehr diszipliniert. Nach ihren Angaben sei sie in die Wüste gegangen und habe einfach da gesessen, bis die Seele eines Liedes zu ihr gekommen sei; sie müsse auf das hören, was ihr Inneres wirklich sage, und nicht auf das, was sie es ihr sagen lassen wolle.
Nach Amos’ Worten sei ihre größte Inspiration der Roman Possessing the Secret of Joy von Alice Walker gewesen; besonders beunruhigt habe sie die Beschreibung, wie Frauen in bestimmten Kulturen die rituelle Genitalverstümmelung junger Mädchen durchgesetzt hätten; das habe ihr ein Thema gegeben – Frauen, die Frauen betrügen –, das sich durch viele Songs auf dem Album ziehe.
Amos’ Klavier- und Gesangsparts waren bei allen Songs zuerst fertig.
Zum ersten Mal ist Amos hier mit ihrem späteren Markenzeichen zu hören, dem Bösendorfer-Flügel (Imperial 290). Alle folgenden Alben und Live-Konzerte wurden mit dem Bösendorfer bestritten. Ein weiterer Flügel steht am Zweitwohnsitz von Amos  in Florida. Er bleibt dort, da er mit Temperaturschwankungen nicht gut zurechtkommt.
Auf diesem Album gibt es viel mehr Instrumentierung als auf Little Earthquakes, wo weitgehend einfache Keyboard-Streicher dominierten. Nun wurde Wert auf echte Streicher-Arrangements gelegt. Für diese war John Philip Shenale verantwortlich, mit dem Amos seitdem in diesem Bereich zusammenarbeitet. Unverkennbar finden sich auf Under the Pink aber auch viele, für Amos neuartige, schräge Töne, z. B. in God oder in The Waitress. Hier verabschiedet sich die Sängerin bereits vom sanften Image einer zarten Liedermacherin. Dieses kam ihrem beginnenden Kult-Status zugute. Rosse schob auch Styropor unter die Klaviersaiten, um einen „seltsamen Fagottsound“ zu erzeugen. Der orchestrale Pomp bei einigen Stücken wurde, verglichen mit dem vorherigen Album, akzentuiert, während bei anderen geschickt davon abgewichen wurde.
Zum Titel Under the Pink sagte Amos, wenn man allen die Haut abziehe, seien wir alle rosa; es gehe darum, was im Inneren vor sich gehe, um die innere Welt.
Under the Pink sollte das letzte Album sein, bei welchem Amos nicht allein für die Produktion verantwortlich war. Mit Atlantic Records gab es heftige Auseinandersetzungen um die Endfassung des Albums. Amos drohte mit der Vernichtung der Masterbänder und konnte sich tatsächlich in einigen Punkten durchsetzen. Dagegen schaffte sie es nicht, ihren Lieblingstitel Honey auf Under the Pink unterzubringen, was sie seitdem sehr bedauert. Honey wurde schließlich als B-Seite von Pretty Good Year und auf der erweiterten Version des Albums veröffentlicht.
Das Video zu God zeigt die Rituale verschiedener religiöser Gruppen – Christen, Juden, Muslime –  und bringt den Respekt vor jeder Gruppe zum Ausdruck. In dem Video krabbeln Ratten und Schlangen auf Amos herum. Im Text deutet sie an, dass die Idee von Gott vom Menschen verdreht wurde.

## Tour
Von Februar bis Dezember 1994 war Amos mit Under the Pink auf ausgedehnter Welttour – ohne Band. Sie sagte dazu, dass sie die Freiheit, allein zu sein, möge, weil sie eine Intimität mit dem Publikum entwickle, die sie sonst nicht hätte. Während der Zeit in New Mexico hatte sie etwa sechs Monate lang mit einem Trainer gearbeitet, um sie auf die Strapazen der Tour vorzubereiten – mit Aerobic, Zirkeltraining und auch Höhentraining, weil sie etwa bei einem Konzert in Denver, auf 1.600 m Höhe, Probleme hatte; es gab aber kein Training für die Arme, weil Amos seit Jahren eine schwere Schulterverletzung hat, die durch die Art, wie sie spielt, bedingt ist.
Auf Tournee wurden Amos seit der Veröffentlichung von Me and a Gun, das die Geschichte ihres Überlebens einer Vergewaltigung erzählt, von weiblichen Fans häufig die unter Tränen erzählten Geschichten von deren sexuellem Missbrauch vorgetragen. Dazu sagte sie: “That's what Under the Pink is about, healing and working through the violence and loss and finding the things that I'm made up of. I have other things in my life than just this experience.” (deutsch: „Darum geht es bei Under the Pink, um die Heilung und die Verarbeitung von Gewalt und Verlust und darum, die Dinge zu finden, die mich ausmachen. Ich habe noch andere Dinge in meinem Leben als nur diese Erfahrung.“)

## Songs
In God widmete sich Amos dem Maulkorb für Maria Magdalena in der modernen religiösen Lehre. In den Linernotes des Albums erklärt sie, dass das Stück mit der Absicht geschrieben wurde, den Glauben und die Interpretation von Gott in Frage zu stellen, die Gewalt und Hass unter seinen Kindern belohnt. Bells for Her ist für Amos einer der emotionalsten Momente auf dem Album, weil er das Ende einer Freundschaft behandle. Zu Past the Mission sagte Amos, sie habe damals das Buch Heiliges Blut, Heiliger Gral gelesen; im Song gehe es um die ganze Maria-Magdalena-Sache, den Versuch, die Unterdrückung durch die Kirche zu überwinden, um das Mädchen, das versucht, seine Leidenschaft wiederzufinden. Baker Baker half Amos, sich einzugestehen, dass sie die emotional nicht verfügbare Hälfte, der Vampir, in ihrer Beziehung zu Rosse war. The Wrong Band handelt von einer Sexarbeiterin, die nach Japan flieht, nachdem sie eine Beziehung mit einem Kongressabgeordneten hatte und in Informationen eingeweiht wurde, die ihr Leben bedrohten. The Waitress handelt von einer Frau, die es geschafft hat, Amos auf die Nerven zu gehen.
Zu Cornflake Girl erläuterte Amos, dass sich Frauen gegenseitig unterstützen und verstehen sollten, aber dieses Konzept einer Schwesternschaft sei nicht real, und der Song handle von dieser Enttäuschung. Er sei ein Song über die Mühen der Unangepasstheit; die Fraktionen der total egozentrischen und sich um nichts und Niemanden kümmernden Cornflake-Mädchen und die aufgeschlosseneren Rosinen-Mädchen bekriegen sich gegenseitig.
Icicle handelt, laut Amos, von einer Frau, die auf eine katholische Schule gehe und masturbiere, um eine bedrückende Atmosphäre zu überleben". Space Dog ist laut Amos Patti Smith gewidmet, deren Energie und Lebenskraft sie bewundere, und mit dem Neil aus dem Text sei Neil Gaiman gemeint. Die Anastasia des gleichnamigen Titels ist die Frau, die sich als jüngste Prinzessin der russischen Königsfamilie ausgab. Als Amos im Oktober 1992 in Virginia auf Tournee war, hatte sie eine Lebensmittelvergiftung; sie spürte die Erscheinung von Anastasia Romanov, die ihr sagte, sie solle ihre Geschichte schreiben und etwas daraus lernen.

## Rezeptionen
Under the Pink gehört zu den erfolgreichsten Alben von Tori Amos – es verkaufte sich gut und erhielt auch Lob von Musikkritikern.
Brett Milano schrieb im The Boston Phoenix, je öfter man das Album hören würde, desto mehr würde einem Amos unter die Haut gehen.
Paul Sexton schrieb in der Times, dass nur Amos einen Song darüber schreiben könne, dass Frauen Cornflakes seien, und damit einen Hit lande.
Chris Willman meinte in der Los Angeles Times, Amos könne das fehlende Bindeglied zwischen Carole King und Kurt Cobain, New Age und Hardcore sein.
Eike Schmitz schrieb bei Powermetal.de, wer eigenwillige Klaviermusik und ausdrucksstarken Gesang mindestens genauso liebe wie gelegentliche Ausflüge in eigenständigen Pop und ungewöhnlichen Rock, könne mit Under The Pink nichts falsch machen.
Marie Elsie St. Leger meinte im Rolling Stone, dass Under the Pink zwar nicht mit Amos’ fesselnden Live-Auftritten am Klavier mithalten könne, aber dem schon sehr nahe käme. Das Album sei fokussiert, die Texte schrullig und sympathisch, die Melodien exzentrisch genug, um zu verführen, und einfach genug, um eingängig zu sein. Diese Qualitäten – und ihre emotionale Unerschrockenheit – würden Tori Amos zu einer musikalischen Entdeckung machen, die man zu schätzen wisse.
Greg Sandow schrieb für Entertainment Weekly, dass nur wenige Popkünstler eine solche Vielfalt oder einen solchen Reichtum an musikalischen Details bieten würden, ganz zu schweigen von mitreißenden Hooks und pausenlosen Gefühlsausbrüchen.
Brett Thoms wies im The Sydney Morning Herald darauf hin, dass dieses Nachfolgealbum erfreulicherweise keine Anzeichen des Second-Album-Syndroms zeige und die Künstlerin bereit sei, Risiken einzugehen und ihren unverwechselbaren Stil zu erweitern.
Ben Edmonds schrieb in Creem, dass Bells for Her das Me and a Gun von Under The Pink sei; das krachende Klavierspiel in dem neuen Song sei vielleicht sogar noch beunruhigender als die tote Luft, mit der Amos ihre A-capella-Lesung von Me and a Gun umgab.

## Die Sicht von Tori Amos
Amos selbst sagte, dass es bei Little Earthquakes darum ginge, zu schlüpfen und Dinge zum ersten Mal anzuerkennen, aber in Under the Pink würde es darum gehen, aus der Opferperspektive auszubrechen und dass es keinen Platz für Selbstmitleid geben würde, weil man die Dinge selbst ändern könne.
Obwohl das ganze Konzept von Under the Pink davon handle, die Haut abzuschälen, sei es eher ein abstraktes Werk, während Little Earthquakes eher wie ein Tagebuch sei; dies sei eine bewusste Entscheidung gewesen, da sie nicht noch einmal die gleiche Platte schreiben wollte.

## Singleauskopplungen
Als Singleauskopplungen sind Cornflake Girl, Pretty Good Year, Past the Mission, und God zu nennen. Cornflake Girl gehört zu Amos’ bekanntesten Stücken. Fälschlicherweise wird sie in der Presse deshalb als „Cornflake Girl“ bezeichnet, obwohl es in dem Lied heißt: „Never was a cornflake girl …“. Mit Pretty Good Year vertonte sie die damals aktuelle Leidensgeschichte eines ihrer Fans. Bei Past the Mission arbeitete sie mit Trent Reznor zusammen. Mit God wurde erstmals eine Tori-Amos-Single mit Club-Remixen von Carl Craig und CJ Bolland veröffentlicht.

## Titelliste
Alle Titel wurden von Tori Amos geschrieben.
1. Pretty Good Year –	3:26
2. God – 3:59
3. Bells for Her – 5:22
4. Past the Mission – 4:06
5. Baker Baker – 3:18
6. The Wrong Band – 3:03
7. The Waitress – 3:10
8. Cornflake Girl – 5:07
9. Icicle – 5:47
10. Cloud on My Tongue – 4:43
11. Space Dog – 5:12
12. Yes, Anastasia – 9:33